# Marboué
Marboué ist eine französische Gemeinde mit 1.124 Einwohnern (Stand: 1. Januar 2022) im Département Eure-et-Loir in der Region Centre-Val de Loire; sie gehört zum Arrondissement Châteaudun und zum Kanton Châteaudun.

## Geographie
Marboué liegt etwa vier Kilometer nördlich des Stadtzentrums von Châteaudun am Loir. Umgeben wird Marboué von den Nachbargemeinden Dangeau im Norden, Flacey im Norden und Nordosten, Saint-Christophe im Osten, Donnemain-Saint-Mamès im Süden und Südosten, Châteaudun im Süden, Saint-Denis-Lanneray mit Lanneray im Südwesten sowie Logron im Westen und Nordwesten.
Durch die Gemeinde führt die Route nationale 10.

## Bevölkerungsentwicklung
| Jahr                       | 1962 | 1968 | 1975 | 1982 | 1990 | 1999 | 2006 | 2018 |
| Einwohner                  | 1006 | 951  | 929  | 1015 | 1052 | 1117 | 1150 | 1151 |
| Quellen: Cassini und INSEE |      |      |      |      |      |      |      |      |

## Sehenswürdigkeiten

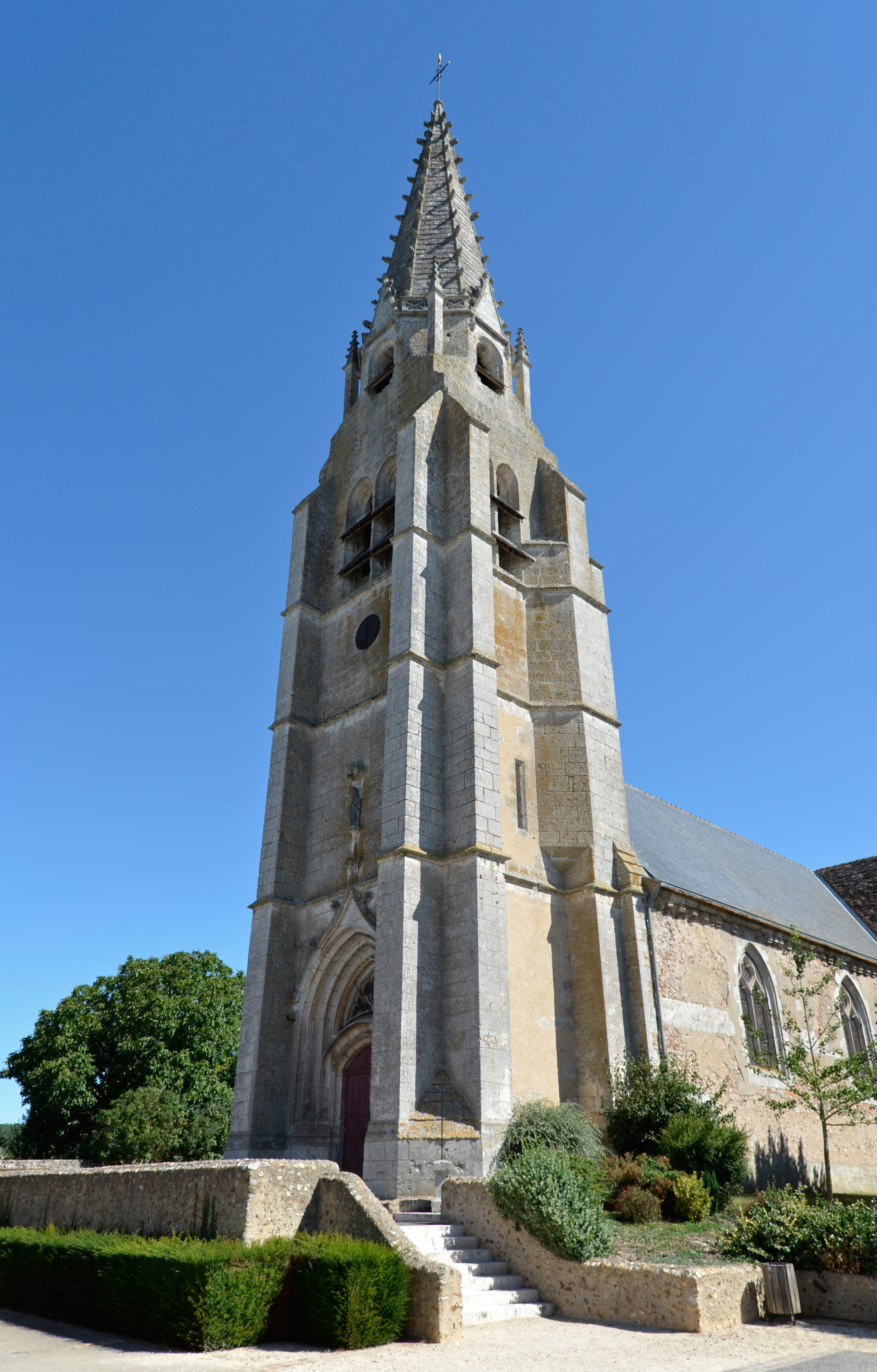
Kirche Saint-Pierre

- Gallorömische Villa mit Mosaik aus dem 5. Jahrhundert in Le Croc-Marbot
- Kirche Saint-Pierre aus dem 13. Jahrhundert, Umbauten in der Renaissance, Monument historique seit 1908
- Schloss Les Coudreaux aus dem 18. Jahrhundert, Monument historique seit 1984

## Persönlichkeiten
- Jules Péan (1830–1898), Chirurg